# Petar Ružević (političar)
Petar Ružević (Stari Grad, 1860. − 1927.), hrvatski političar i skupljač narodnog blaga iz Starog Grada na Hvaru. Radio kao odvjetnik u Starom Gradu na Hvaru. Zauzimanjem povjerenika Petra pl. Akačića stupio je u članstvo Hrvatskog starinarskog društva, zajedno sa sumještaninom don Ivanom Plančićem, župničkim pomoćnikom.
Skupljao je hrvatske narodne pjesme s otoka Hvara. Skupio je građu usmenog pjesništva za područje Starog Grada 1878. – 1881. (1. dio Šime Ljubić) Matici hrvatskoj poslao je 75 ženskih pričalica i balada na čakavskom narječju hrvatskog jezika koje su iz njegova rodnog Starog Grada. Pjesme je zabilježio po kazivanjima žena.
Zbirka Petra Ruževića u Starom Gradu sadrži zanimljive kulturne i povijesne artefakte i arhive.
Obnašao je dužnost zastupnika u Dalmatinskom saboru (1901. – 1904.). Pripadao je skupini tvrdokornih hrvatskih domoljuba, pravaških zastupnika, kojima je smetalo što po članku Zemaljskog izbornog reda zastupnik Dalmatinskog sabora nakon ovjerovljenja svog mandata mora dati prisegu austrijskom caru. Pravaši su nastojali ostati odani vjerni staroj hrvatskoj državnopravnoj tradiciji i htjeli su zaklinjanje na vjernost hrvatskom kralju. Opirali su se postojećoj svečanoj prisezi, te su na 2. sjednici novog saziva sabora 24. lipnja 1902. predložili izmjenu u kojoj se sabornici zavjetuju na vjernost kralju hrvatskomu. Supotpisnici tog prijedloga, uz predlagatelja Ivu Prodana, bili su Petar Ružević, Josip Bakota i Josip Smodlaka.

## Vanjske poveznice
- Matica hrvatska  Arhivirana inačica izvorne stranice od 11. siječnja 2015. (Wayback Machine) Matica Hrvatska od godine 1842. do godine 1892. Digitalno izdanje izvornika iz 1892. (sadrži pjesme koje je zabilježio Ružević)